# Kolonialstein (Heidelberg)

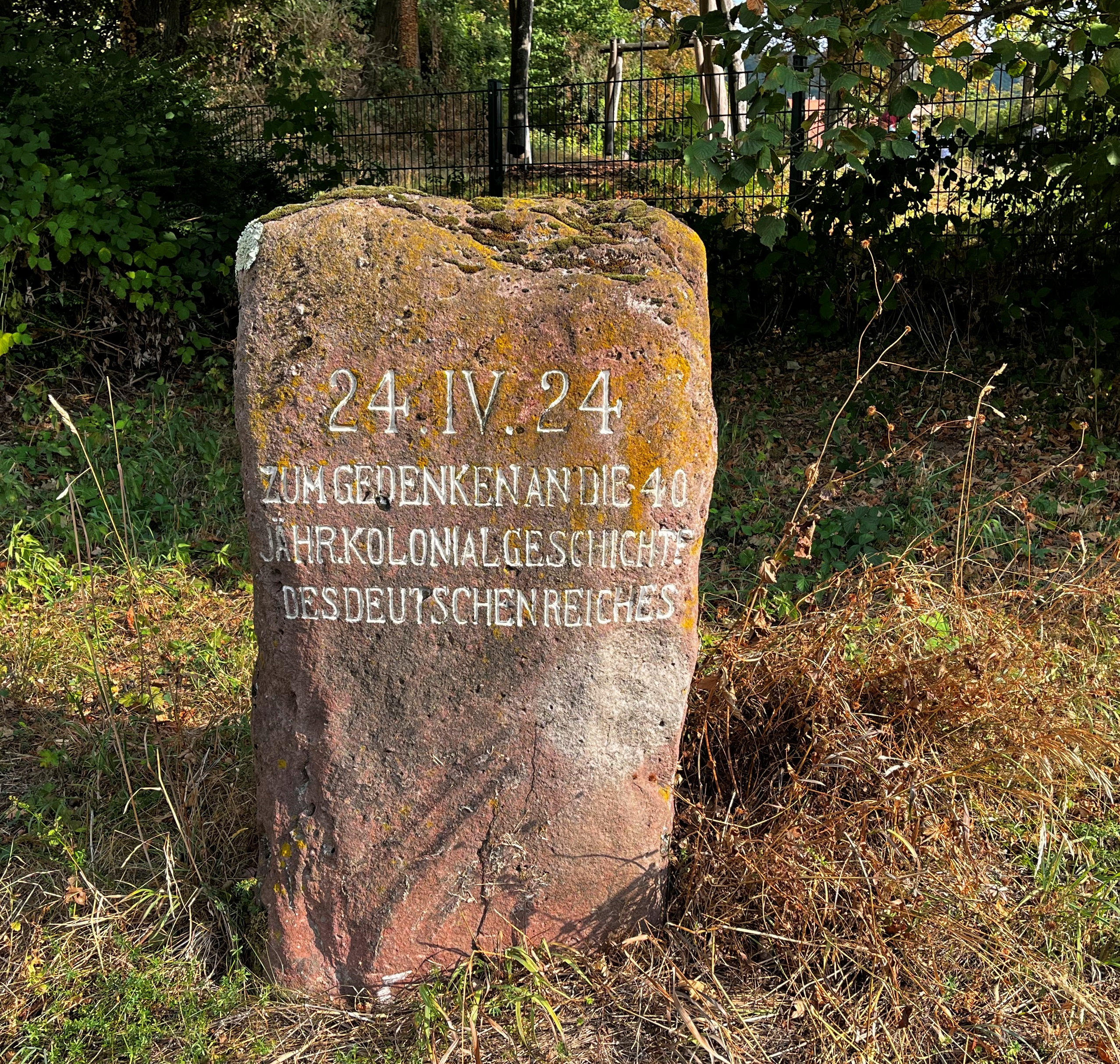
Heidelberger Kolonialstein, errichtet am 24. April 1924

Der Kolonialstein ist ein Gedenkstein, der am 24. April 1924, dem Deutschen Kolonial-Gedenktag, im Heidelberger Stadtwald feierlich enthüllt wurde. Sein Schriftzug: „24.IV.24 Zum Gedenken an die 40jähr. Kolonialgeschichte des Deutschen Reiches“, erinnert an die am 24. April 1884 erfolgte Gründung der ersten deutschen Kolonie Deutsch-Südwestafrika, dem heutigen Namibia. In unmittelbarer Nachbarschaft befindet sich der Kolonialbrunnen, der heute zusammen mit dem Kolonialstein ein Ensemble darstellt.

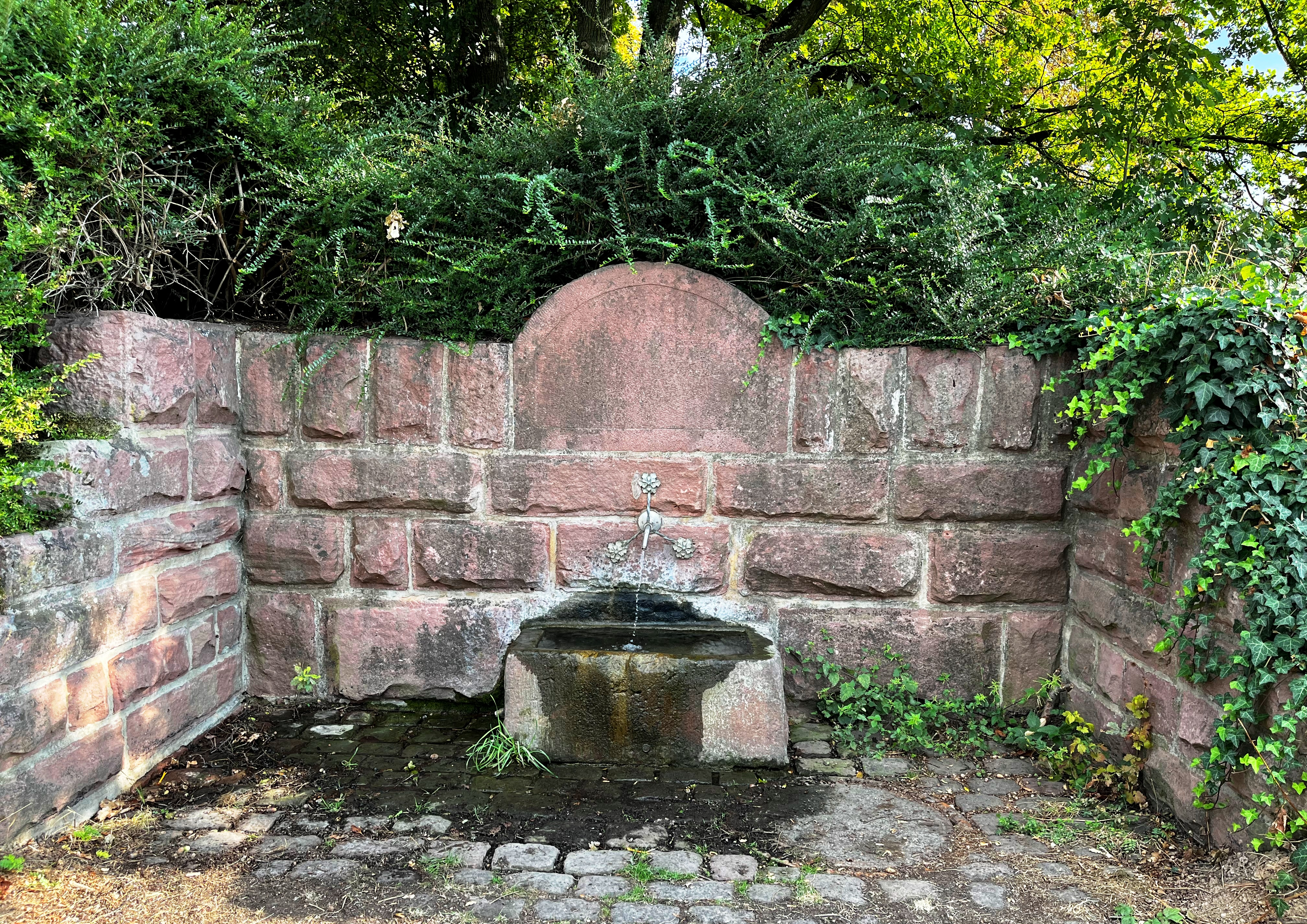
Kolonialbrunnen am Bierhelderweg, (Aufn. 2022)

## Lage
Kleindenkmal und Brunnen stehen am nördlichen Rand der Rodungsinsel Bierhelderhof (ehemalige Gemarkung Kühruh), unweit des Heidelberger Ehrenfriedhofs (ca. 200 m), im spitzen Winkel zur Einmündung des Saupfercheckwegs in den Bierhelderhofweg. Die Gedenkstätte ist mit öffentlichen Verkehrsmitteln (VRN Bus-Linien 39 und 39A) gut erreichbar.
Koordinaten: 49° 23′ 25,2″ N, 8° 42′ 13,8″ O

## Politischer Hintergrund, Historie

### Gründung der ersten deutschen Kolonie
Die Kolonialgeschichte Deutsch-Südwestafrikas, als erste deutsche Kolonie, begann 1883 mit dem privaten Erwerb der an der Küste gelegenen Lüderitzbucht (vorher: Angra Pequena, portugiesisch Kleine Bucht) durch den Bremer Kaufmann und Tabakhändler Adolf Lüderitz, samt dem daran anschließenden Hinterland (Lüderitzland s. Karte, Lüderitz-Denkmal). Am 24. April 1884 stellte Otto von Bismarck die Bucht sowie den Landstrich unter den Schutz des Deutschen Reichs. Deutsch-Südwestafrika war nun von 1884 bis 1915 offiziell eine deutsche Kolonie. 1885 kehrte der Bruder von Adolf Lüderitz, August Lüderitz, mit den Vertragsdokumenten nach Deutschland zurück und suchte seinen angestammten Wohnsitz in Schwartau auf. Adolf Lüderitz blieb in Südwestafrika zurück und verunglückte im Oktober 1886 auf einer Expedition tödlich.

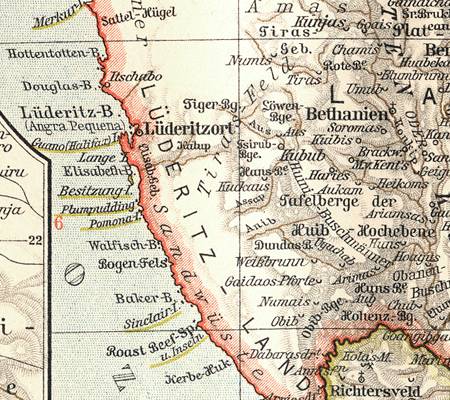
Deutsch-Südwestafrika: Lüderitzland (Kolonialkarte von 1905)
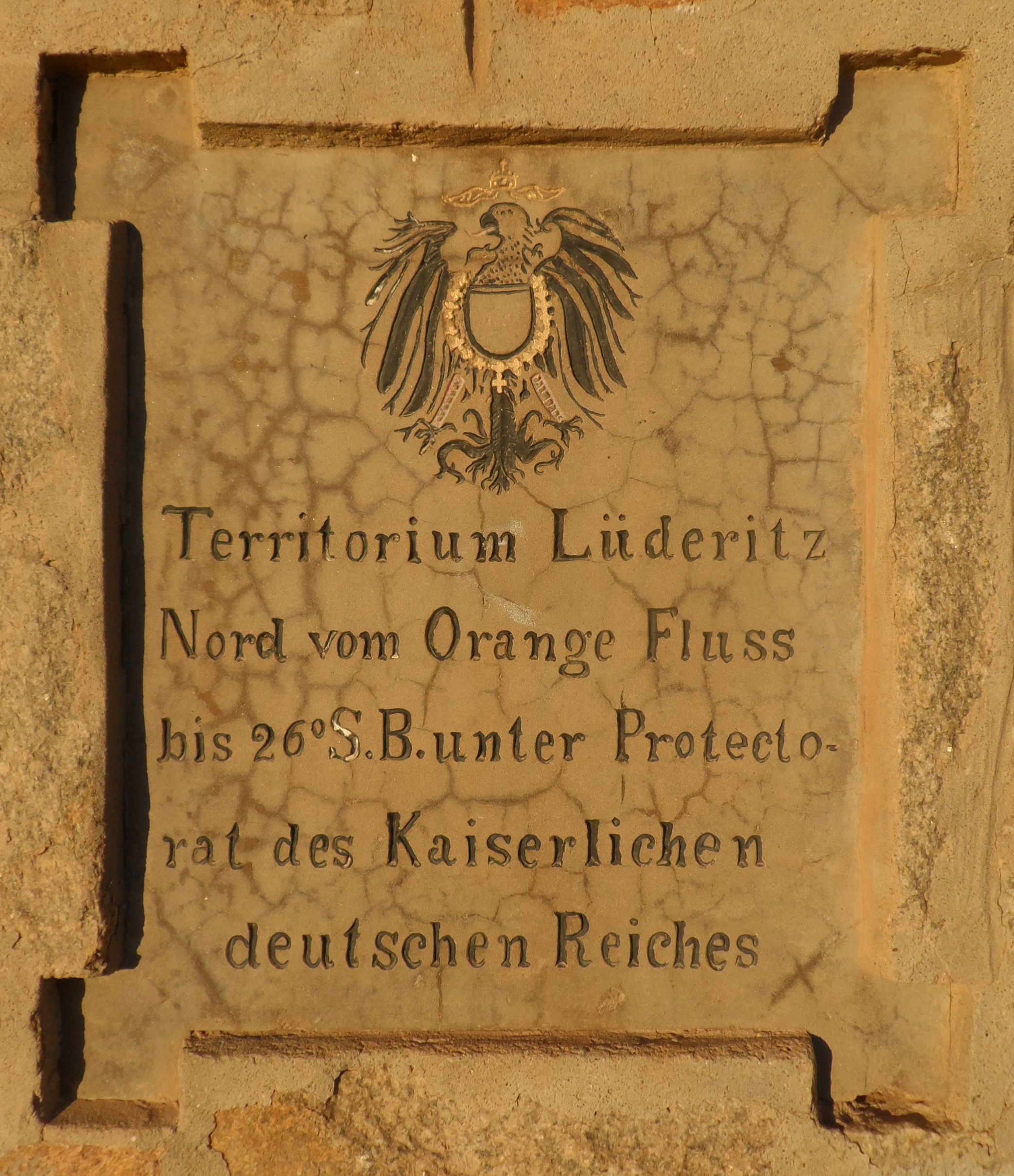
Lüderitz-Territorium-Denkmal in Namibia – Inschrift
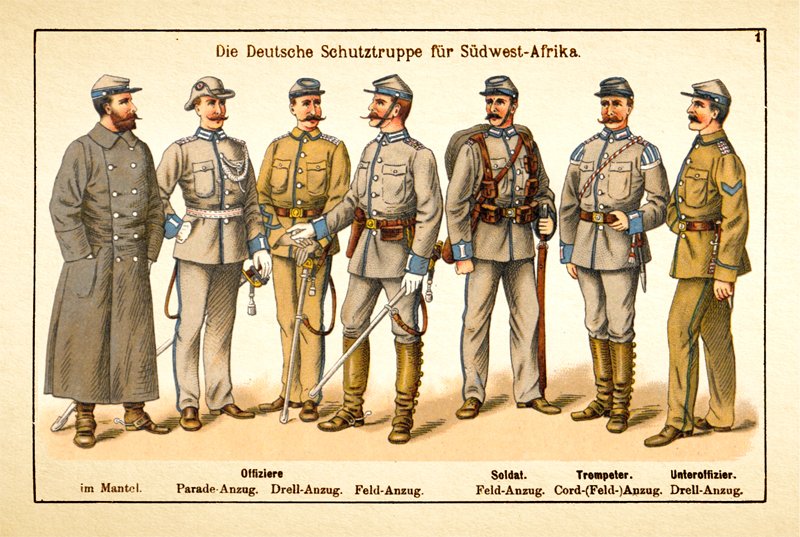
Kaiserliche Schutztruppe für Deutsch-Südwestafrika, Uniformen (1894)
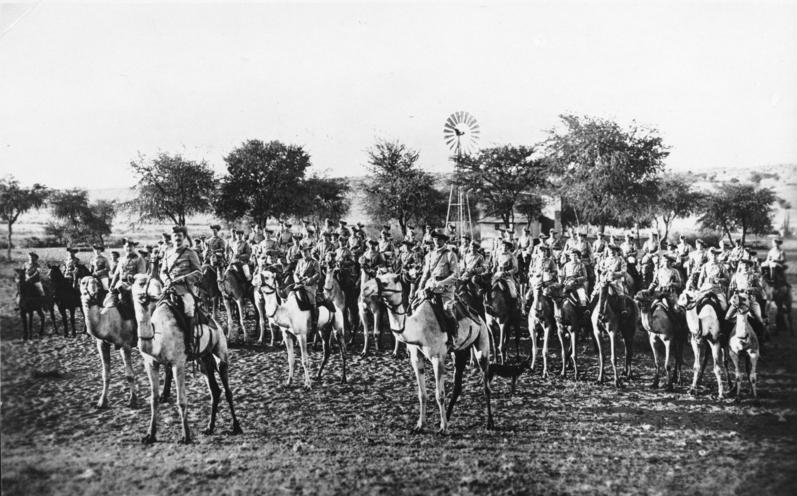
Deutsch-Südwestafrika, Kamelreiterkompanie der deutschen Schutztruppe (Aufn. 1904)
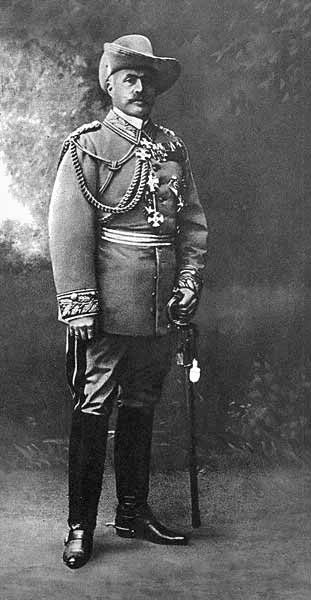
Lothar von Trotha, Kommandeur der Schutztruppe in Deutsch-Südwestafrika
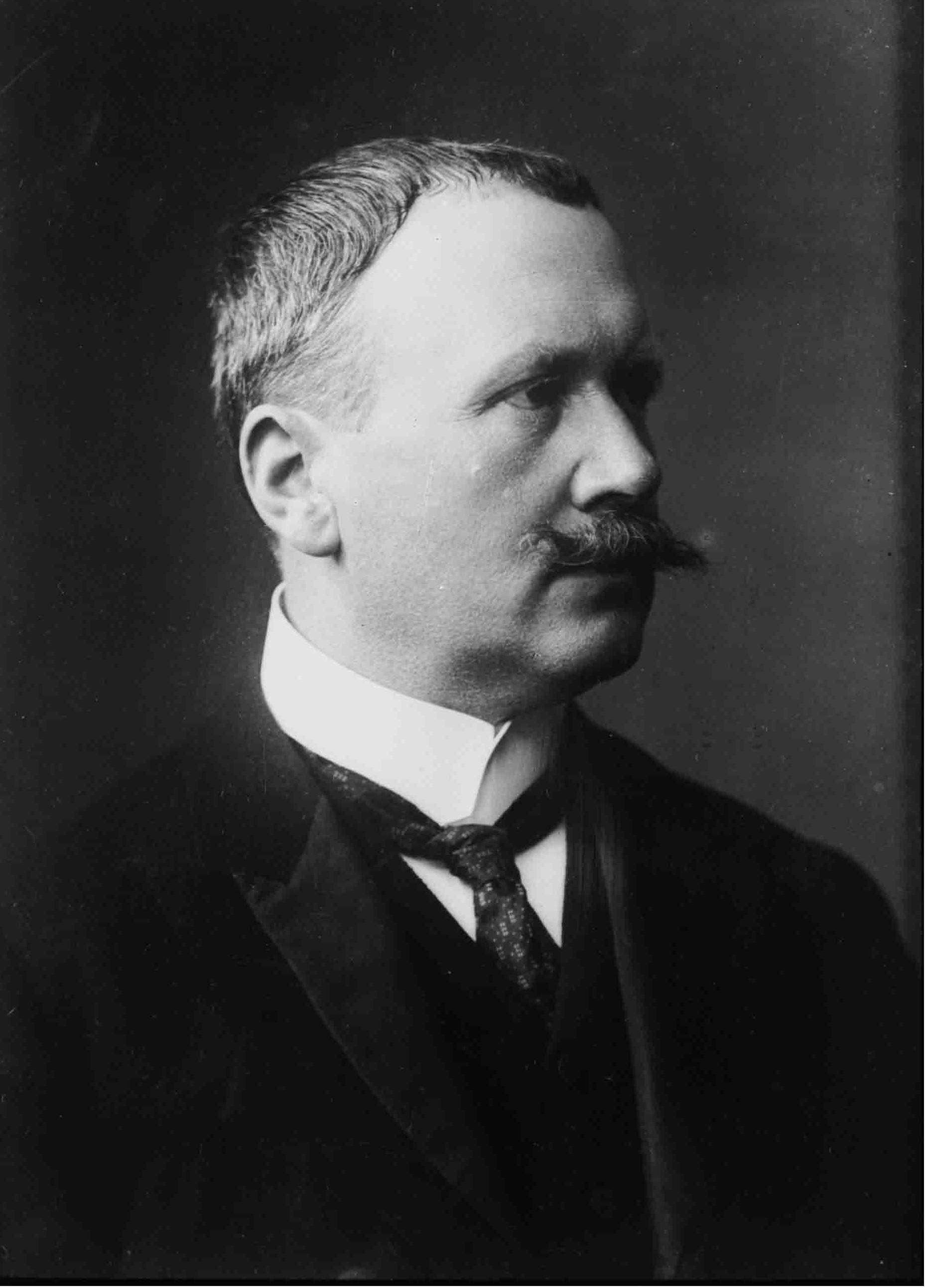
Theodor Seitz Gouverneur von Deutsch-Südwestafrika (1910 bis 1915)

Am 1. Januar 1888 trat das Gesetz über die Konsulargerichtsbarkeit vom 10. Juli 1879 (Reichs-Gesetzblatt S. 197) für die südwestafrikanische Kolonie offiziell in Kraft. Demnach wurde den indigenen Völkern der Herero und Nama das Völkerrecht aberkannt. Ab 1890 galt auch die Verhängung der Todesstrafe durch Erhängen als geltendes Recht. 1897 verschlechterte sich vielerorts die wirtschaftliche Situation der Herero dramatisch. Die von Südafrika hereinbrechende Rinderpest sowie eine Heuschreckenplage kostete die Herero ca. 70 Prozent ihres Viehbestandes. Dies zwang sie zu Landverkäufen und zur Lohnarbeit bei den deutschen Siedlern. Hierbei kam es immer wieder zu – auch sexuellen – Übergriffen durch deutsche Farmer. Im Laufe der Zeit nahmen die Repressalien der Farmer und der deutschen Schutztruppe an der einheimischen Bevölkerung in Form von Landraub und Vertreibung zu. 1904 explodierte die innenpolitische Situation. Die indigenen Bevölkerungsgruppen riefen zum gemeinsamen Aufstand gegen die deutsche Kolonialmacht auf. So kam es am 11. August 1904 zur Schlacht am Waterberg. Deutsche Kolonialtruppen unter General Lothar von Trotha schlugen den Aufstand, angeführt durch Samuel Maharero, blutig nieder. Überlebende der Herero wurden in die Namibwüste getrieben und verdursteten dort zu Tausenden. Quellen sprechen hier von einem Völkermord. General von Trotha wurde aufgrund der grausamen Ereignisse von der Reichsregierung abgelöst. Insgesamt stießen die Kriegsverbrechen auch in der deutschen Öffentlichkeit auf massive Kritik.
Mit der Niederlage Deutschlands 1918 im Ersten Weltkrieg gingen sämtliche Kolonien in Afrika verloren (Friedensvertrag von Versailles). Sie kamen zunächst unter die Administration des Völkerbundes, der danach die weitere Verwaltungshoheit bestimmte.

### Errichtung des Heidelberger Kolonialsteins

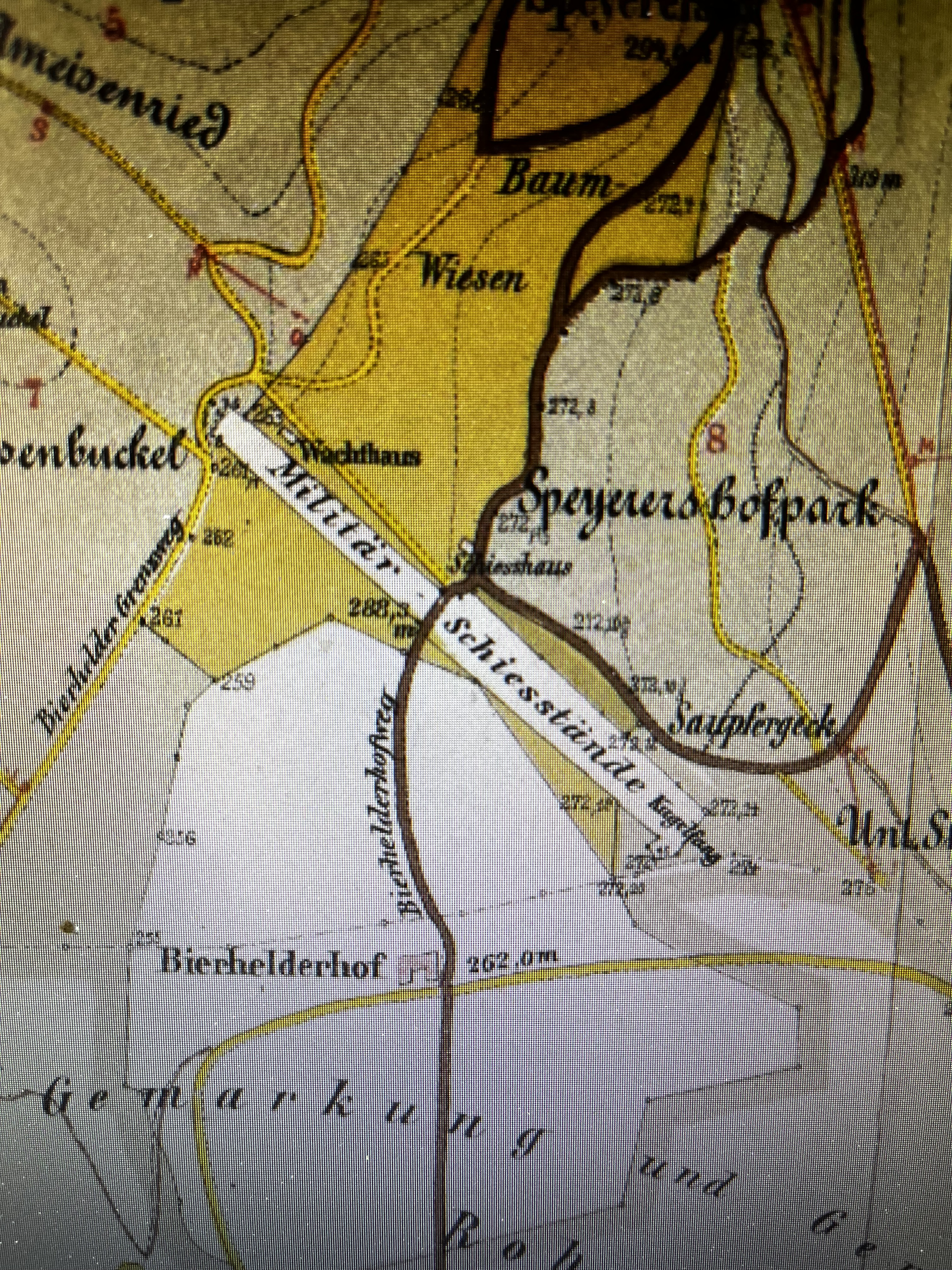
Militäranlagen des 2. Badischen Grenadierregiments am Ameisenbuckel (1897)

Ehemalige Offiziere aus Heidelberg und Umgebung, die 1904 an den Auseinandersetzungen der deutschen Schutztruppe in Deutsch-Südwestafrika beteiligt waren sowie Prof. Alfred Hettner, Heidelberger Sektionsführer der Deutschen Kolonialgesellschaft und Theodor Seitz, ehemaliger Gouverneur von Deutsch-Südwestafrika wie Präsident der Deutschen Kolonialgesellschaft (1920–1930), gaben die maßgeblichen Impulse und Beschlüsse, einen Gedenkstein an die erste deutsche Kolonie am 24. April 1924 auf dem Ameisenbuckel des Heidelberger Stadtwalds zu errichten. In diesem Zusammenhang tauchte ein weiterer Name auf: Klara Wagemann, Ehefrau von Geheimrat August Wagenmann, Professor für Augenheilkunde in Heidelberg und Vorsitzende des Frauenbunds der deutschen Kolonialgesellschaft (Sektion Heidelberg).
Das aus heimischem Neckartäler Sandstein gefertigte Denkmal, mit den Maßen 100 × 60 × 30 cm, wurde sowohl über private Spenden als auch mittels Unterstützung der Deutschen Kolonialgesellschaft finanziert. Es trägt die Inschrift:
Vom Tag der Einweihung, am 24. April 1924, nahm die Heidelberger Öffentlichkeit kaum Notiz. Zumindest wurde in der Tagespresse darüber nichts berichtet.
Als der Gedenkstein errichtet wurde befand er sich noch im Umfeld eines großflächigen Schießübungsplatzes der Reichswehr. Die weitläufigen militärischen Anlagen existierten bereits zu Zeiten des Großherzogtums Baden und dienten ursprünglich den Soldaten des 2. Badischen Grenadierregiment als Schießstand. Sie zeigten in südöstliche Richtung und maßen in der Länge um die 600 m. Der Eingangsbereich der Schießstände befand sich im Zugangsbereich des heutigen Ehrenfriedhofs, am damaligen Bierhelder Grenzweg. Zu den Anlagen zählten ein Schießhaus, eine Geschützauffangvorrichtung auf dem heutigen Gelände des 1958 gegründeten  Max-Planck-Institut für Kernphysik, sowie ein Wachthaus (heute am Bierhelderhofweg) zur Aufbewahrung von Munition. Das Gebäude, im Volksmund auch "Pulverhäusel" genannt, existiert noch heute als Vereinsheim des Bayern- und Gebirgstrachtenvereins e.V. Heidelberg.
Ein steiler Pfad (Soldatenweg), der am Drei-Tröge-Brunnen in Teilen noch erhalten ist, führte unmittelbar am Gedenkstein vorbei auf die westliche Anhöhen des Gaisbergs. Vermutlich sollte der Kolonialstein die Soldaten der Reichswehr stets daran erinnern, den Traum von der militärischen Wiederherstellung des deutschen Kolonialreichs in Afrika zu realisieren.
Mit dem Bau des Ehrenfriedhofs 1933/34 wurde der Schießplatz entfernt und das Straßen- und Wegenetz am Ameisenbuckel durch die Stadt Heidelberg neu gestaltet. Nach der Machtübernahme Hitlers im gleichen Zeitraum, erfolgte am 10. Juni 1933 die Gründung des Reichskolonialbundes als Dachorganisation der deutschen Kolonialgesellschaften und Verbände. Noch im gleichen Jahr wurde der Heidelberger Kolonialbrunnen in „Adolf-Hitler-Brunnen“ umbenannt (bis 1945).

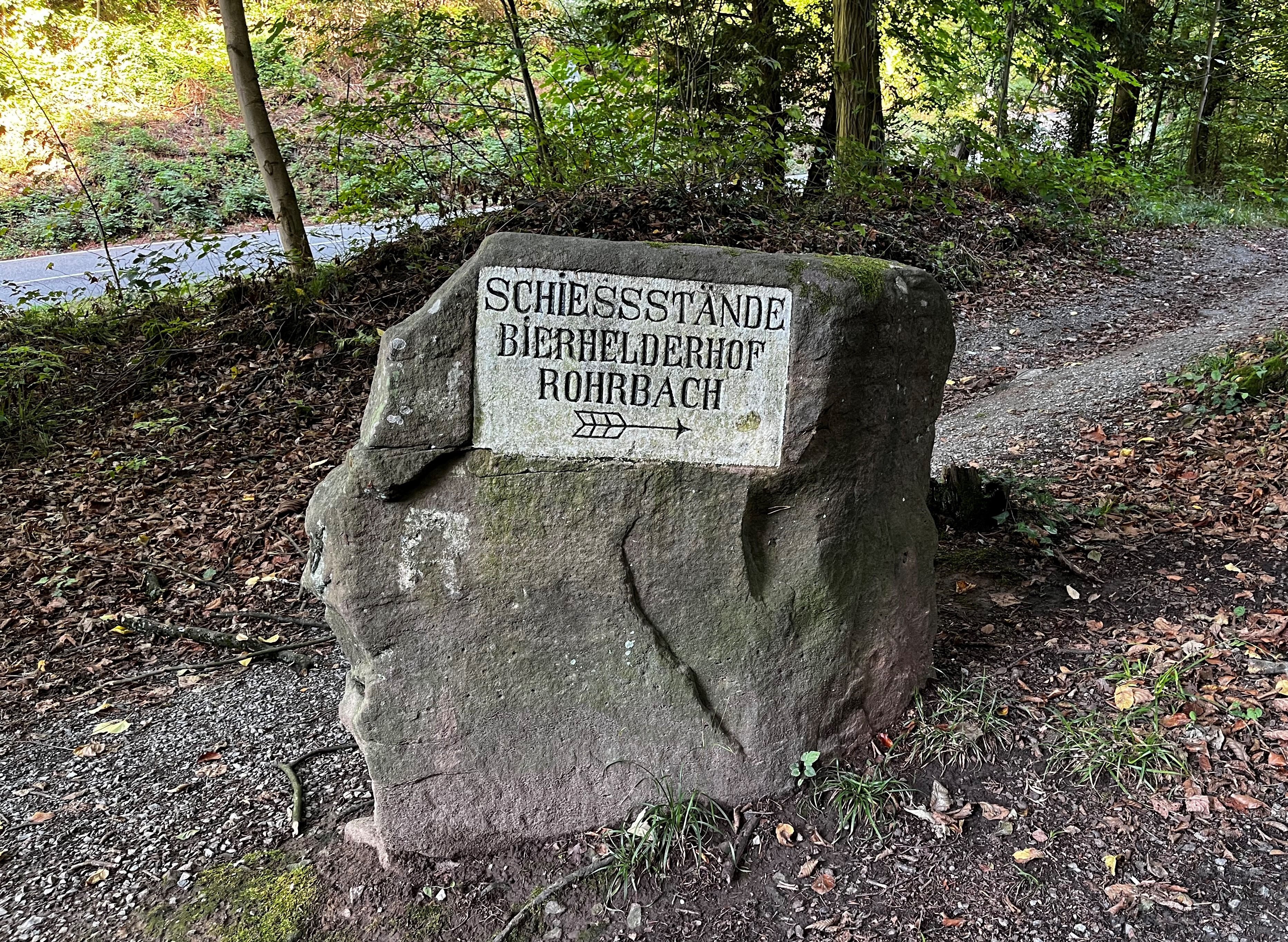
Historischer Wegweiserstein zu den ehemaligen Schiesständen am Ameisenbuckel
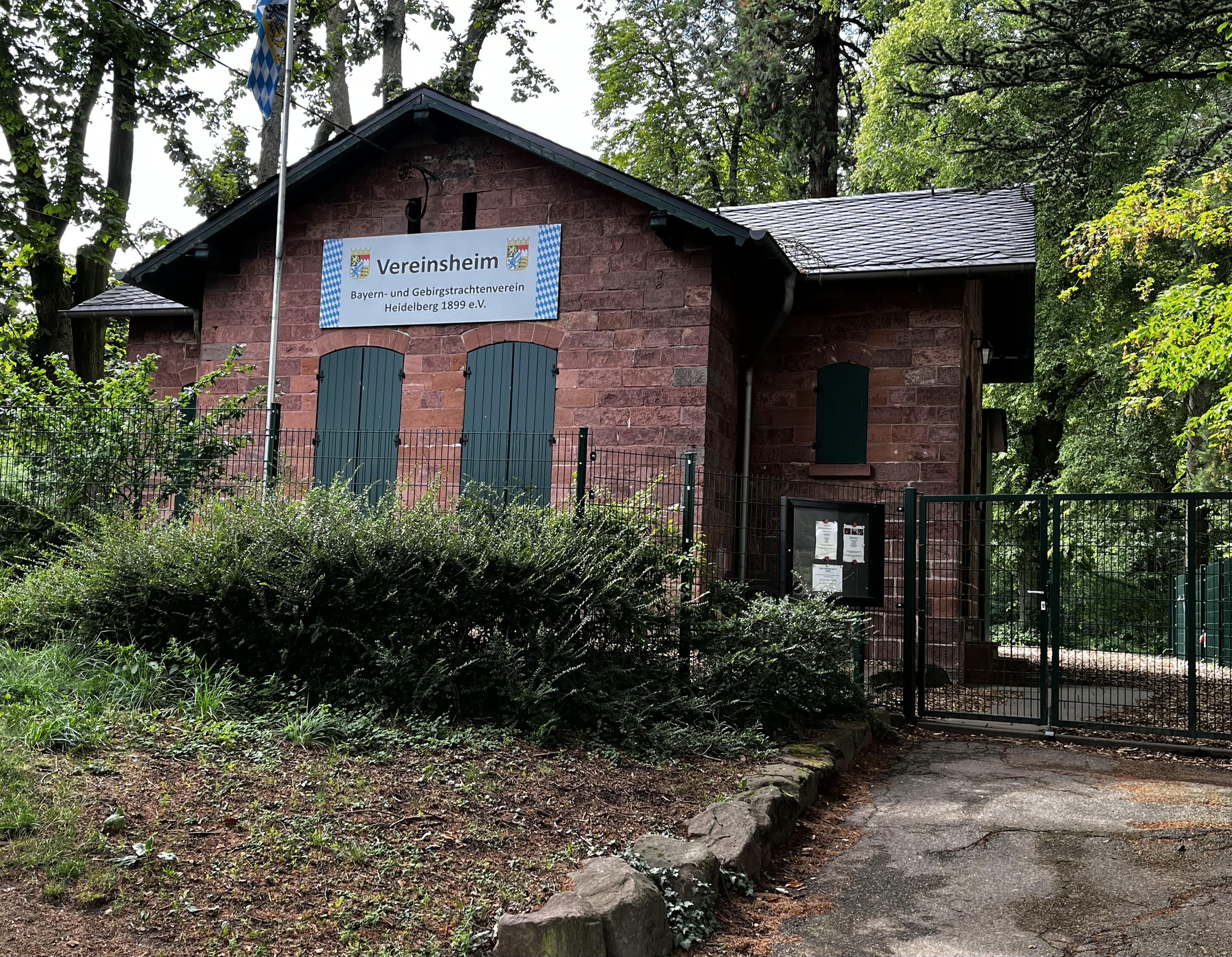
Ehemaliges Wacht- bzw. Munitionshaus am Bierhelderhofweg, heute Vereinsheim

Heute, fast 100 Jahre nach der Errichtung, stehen Stein und Brunnen deplatziert und wenig beachtet an einem Spielplatz zwischen Bierhelderhofweg und Saupfercheckweg. Nähere Erläuterungen bzw. Infos zum geschichtlichen Hintergrund der Gedenkstätte sucht der Besucher vor Ort vergeblich. An eine etwaige Verlegung oder Entfernung des Kolonialsteins seitens der Stadt Heidelberg wurde bislang noch nicht nachgedacht (Stand: 2023), zumal der Gedenkstein mittlerweile offiziell als eingetragenes Kulturdenkmal gilt (Zeugnis der Erinnerungskultur).
2004 werden von der Bundesrepublik erste Gespräche mit Namibia über die Wiedergutmachung für das historische Unrecht an der indigenen Bevölkerung im damaligen Deutsch-Südwestafrika aufgenommen. „Als Geste der Anerkennung des unermesslichen Leids, das den Opfern zugefügt wurde“, hat die deutsche Bundesregierung 2021 finanzielle Wiederaufbau- und Entwicklungshilfen in Höhe von 1,1 Milliarden Euro über 30 Jahre an Namibia und die Nachkommen der Opfer während der Kolonialzeit zugesagt. Die Volksvertreter der Herero und Nama lehnen dies ab. Sie fordern die Gelder nicht als Entwicklungshilfe, sondern als Reparationsleistungen zu deklarieren.

### Literatur

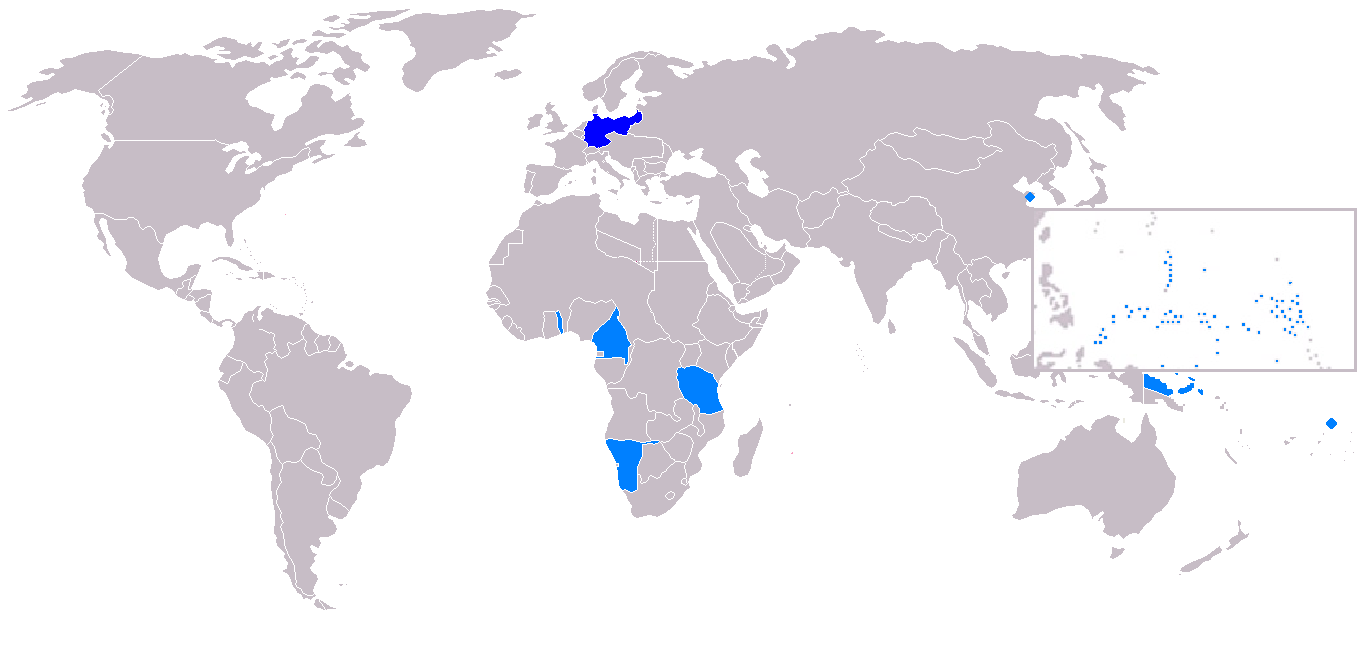
Karte des deutschen Kaiserreichs und seiner Kolonien (1914)